# Gvarv
Gvarv är en tätort i Midt-Telemarks kommun i Telemark fylke i södra Norge. Orten ligger vid Gvarvelva och Sørlandsbanan, där riksväg 36 möter fylkesväg 360, strax norr om sjön Norsjø.